# Pseudomelatomidae
Pseudomelatomidae vormen een familie van slakken (Gastropoda).

## Taxonomie
De familie kent de volgende onderverdeling:
- Abyssocomitas Sysoev & Kantor, 1986
- Aguilaria Taylor & Wells, 1994
- Anticomitas Powell, 1942
- Antimelatoma Powell, 1942
- Antiplanes Dall, 1902
- Benthodaphne Oyama, 1962
- Brachytoma Swainson, 1840
- Burchia Bartsch, 1944
- Buridrillia Olsson, 1942
- Calcatodrillia Kilburn, 1988
- Carinodrillia Dall, 1919
- Carinoturris Bartsch, 1944
- Cheungbeia Taylor & Wells, 1994
- Clavatoma Powell, 1942
- Comitas Finlay, 1926
- Compsodrillia Woodring, 1928
- Conorbela Powell, 1951
- Conticosta Laseron, 1954
- Crassiclava McLean, 1971
- Crassispira Swainson, 1840
- Cretaspira Kuroda & Oyama, 1971
- Dallspira Bartsch, 1950
- Doxospira McLean, 1971
- Epideira Hedley, 1918
- Funa Kilburn, 1988
- Gibbaspira McLean, 1971
- Glossispira McLean, 1971
- Hindsiclava Hertlein & A.M. Strong, 1955
- Hormospira Berry, 1958[3]
- Inquisitor Hedley, 1918
- Knefastia Dall, 1919
- Kurilohadalia Sysoev & Kantor, 1986
- Kurodadrillia Azuma, 1975
- Leucosyrinx Dall, 1889
- Lioglyphostoma Woodring, 1928
- Lioglyphostomella Shuto, 1970
- Maesiella McLean, 1971
- Mammillaedrillia Kuroda & Oyama, 1971
- Megasurcula Casey, 1904
- Meggittia Ray, 1977
- Miraclathurella Woodring, 1928
- Monilispira Bartsch & Rehder, 1939
- Naudedrillia Kilburn, 1988
- Nymphispira McLean, 1971
- Otitoma Jousseaume, 1898
- Paracomitas Powell, 1942
- Pilsbryspira Bartsch, 1950
- Plicisyrinx Sysoev & Kantor, 1986
- Pseudomelatoma Dall, 1918[4]
- Pseudotaranis McLean, 1995
- Ptychobela Thiele, 1925
- Pyrgospira McLean, 1971
- Rhodopetoma Bartsch, 1944
- Sediliopsis Petuch, 1988
- Shutonia van der Bijl, 1993
- Striospira Bartsch, 1950
- Thelecytharella Shuto, 1969
- Tiariturris Berry, 1958[5]
- Viridrillia Bartsch, 1943
- Zonulispira Bartsch, 1950